# 황립제독부

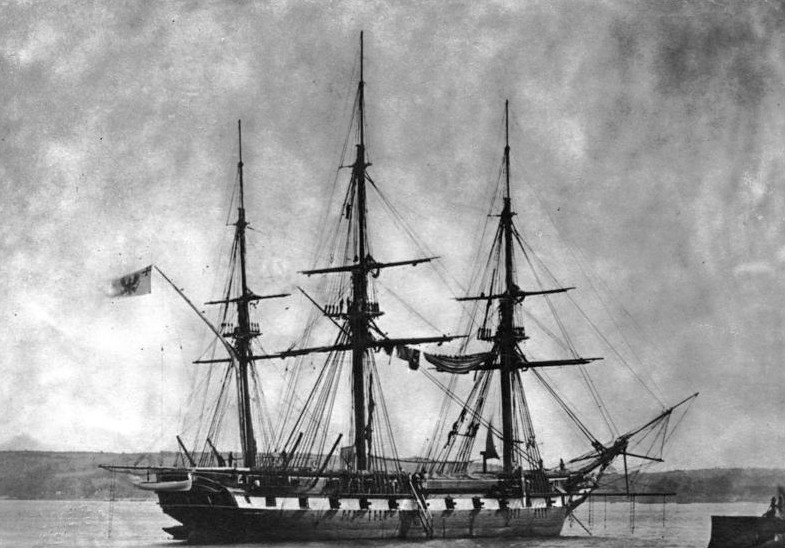
1867년경의 프로이센 군함.

황립제독부(皇立提督府, 독일어: Kaiserliche Admiralität)는 독일 제국의 해군 당국이다.
카이저 빌헬름 1세의 명령으로 북독일 연방해군이 1872년 1월 1일 황립제독부로 바뀌었다. 제독부 총장(Chef der Admiralität)은 제국수상과 황제최고사령부(Kaiserliche Kommandogewalt)의 권위를 빌어 황립해군을 통솔했다. 황립제독부는 몇 차례의 조직 개편을 거치며 1889년까지 유지되었으나, 황립해군의 양적 팽창과 지속적 성장에는 부적절한 구조임이 확실시되자 1889년 4월 폐지되었다. 그리고 제독부의 업무들은 새로 만들어진 세 부서(황립해군 최고사령부, 국가해군청, 황립해군내각)로 분할 이관되었다. 한편 황립해군 최고사령부는 이후 제독참모부로 개편된다.

## 역대 총장
1. 알브레히트 폰 슈토슈: 1872년 1월 1일 ~ 1883년 3월 20일
2. 레오 폰 카프리비: 1883년 3월 20일 ~ 1888년 7월 5일
3. 알렉산데르 폰 몬츠: 1888년 7월 5일 ~ 1889년 1월 19일